# Aznar II Galíndez
Aznar II Galíndez, hijo y sucesor de Galindo I Aznárez, fue conde de Aragón de 867 hasta 893. Estuvo casado con Onneca Garcés de Pamplona, hija del rey de Pamplona García Iñíguez, con la que tuvo tres hijos:
- Galindo II Aznárez, su sucesor;[2]
- Sancha, casada con Muhammad al Tawil, valí de Huesca;[2]
- García Aznárez.[2]

Murió en 893.